# Glee/グリー ザ・コンサート 3Dムービー
『glee/グリー ザ・コンサート 3Dムービー』（Glee: The 3D Concert Movie）は、テレビドラマ『glee/グリー』のキャストによるGlee Live! In Concert!ツアーのパフォーマンスを撮影した2011年製作の3Dコンサート映画である。

## 内容
Glee Live! In Concert!ツアーのニュージャージー州イーストルーサーフォードでのコンサートを収録している。ドラマのシーズン 1とシーズン 2で披露した曲のライブ、キャストたちの舞台裏での姿、ファンたちのドキュメンタリーで構成されている。

## 製作

### 背景
2010年5月、『glee/グリー』のキャストによる13日間の北米コンサートツアーが完売した。ヨーロッパでも2010年11月にツアーが行われると発表され、。北米でも2011年5月と6月に行われると決定された。2011年5月上旬、20世紀フォックスと番組のクリエーターであるライアン・マーフィーが、北米でのコンサートを撮影して3D映画として製作し、 ケビン・タンチャロエンが監督を務めると発表した。

### キャスト
この映画では番組中で披露されたパフォーマンスが同じキャストで収録されている。14人の中心メンバーである ディアナ・アグロン（クイン・ファブレー役）、クリス・コルファー（カート・ハメル役）、ダレン・クリス（ブレイン・アンダーソン役）、アシュリー・フィンク（ローレン・ザイゼス役）、ケヴィン・マクヘイル（アーティー・エイブラムス役）、リア・ミシェル（レイチェル・ベリー役）、コリー・モンティス（フィン・ハドソン役）、ヘザー・モリス（ブリトニー・ピアース役）、コード・オーバーストリート（サム・エヴァンス役）、アンバー・ライリー（メルセデス・ジョーンズ役）、ナヤ・リヴェラ（サンタナ・ロペス役）、マーク・サリング（ノア・“パック”・パッカーマン役）、ハリー・シャム・ジュニア（マイク・チャン役）とジェナ・アウシュコウィッツ（ティナ・コーエン＝チャン役）が出演している。ジェーン・リンチ（スー・シルベスター役）とグウィネス・パルトロー（ホリー・ホリデイ役）も映画の撮影のためライブに登場したが、リンチのシーンはDVDでのみ登場する。ダルトン・アカデミーのウォーブラーズ部員として10人の俳優とダンサーがクリスと共に3曲歌う。そのうち4人、ティタス・マキン・ジュニア（デイヴィッド役）、カート・メガ（ニック役）、リカー・リンチ（ジェフ役）とジョン・ホール（ボーカルとして）が『glee/グリー』のシーズン2から出演している。

## サウンドトラック
サウンドトラック『グリー ザ・コンサート 3Dムービー』はコロムビア・レコードより2011年8月9日に発売された。
| #   | タイトル                                  | 作詞・作曲                                                                            | 原曲アーティスト                                             | 時間 |
| --- | ----------------------------------------- | ------------------------------------------------------------------------------------- | ------------------------------------------------------------ | ---- |
| 1.  | 「Don't Stop Believin'」                  | ジョナサン・ケイン, スティーヴ・ペリー, ニール・ショーン                              | ジャーニー                                                   | 4:00 |
| 2.  | 「Dog Days Are Over」                     | Florence Welch, Isabella Summers                                                      | フローレンス・アンド・ザ・マシーン                           | 2:58 |
| 3.  | 「Sing」                                  | マイ・ケミカル・ロマンス                                                              | マイ・ケミカル・ロマンス                                     | 2:40 |
| 4.  | 「I'm a Slave 4 U」                       | ファレル・ウィリアムス, Chad Hugo                                                     | ブリトニー・スピアーズ                                       | 3:23 |
| 5.  | 「Fat Bottomed Girls」                    | ブライアン・メイ                                                                      | クイーン                                                     | 2:20 |
| 6.  | 「I Want to Hold Your Hand」              | ジョン・レノン, ポール・マッカートニー                                                | T.V. Carpio's version from the 2007 film Across the Universe | 3:08 |
| 7.  | 「Ain't No Way」                          | Carolyn Franklin                                                                      | アレサ・フランクリン                                         | 3:08 |
| 8.  | 「P.Y.T. (Pretty Young Thing)」           | ジェームス・イングラム, クインシー・ジョーンズ                                        | マイケル・ジャクソン                                         | 2:42 |
| 9.  | 「Born This Way」                         | ステファニー・ジャーマノッタ, Jeppe Laursen, Paul Blair, Fernando Garibay             | レディー・ガガ                                               | 3:59 |
| 10. | 「Firework」                              | Tor Hermansen, Mikkel Eriksen, ケイティ・ペリー, Ester Dean, Sandy Wilheim            | ケイティ・ペリー                                             | 2:44 |
| 11. | 「Teenage Dream」                         | Lukasz Gottwald, ケイティ・ペリー, マックス・マーティン, Benjamin Levin, Bonnie McKee | ケイティ・ペリー                                             | 2:30 |
| 12. | 「Silly Love Songs」                      | ポール・マッカートニー, リンダ・マッカートニー                                        | ポール・マッカートニー&ウイングス                            | 2:33 |
| 13. | 「Raise Your Glass」                      | P!NK, マックス・マーティン, Shellback                                                 | P!NK                                                         | 2:25 |
| 14. | 「Happy Days Are Here Again / Get Happy」 | Jack Yellen / Ted Koehler                                                             | バーブラ・ストライサンド / ジュディ・ガーランド              | 2:51 |
| 15. | 「Lucky」                                 | ジェイソン・ムラーズ, コルビー・キャレイ, Timothy Fagan                               | ジェイソン・ムラーズ&コルビー・キャレイ                      | 2:09 |
| 16. | 「River Deep, Mountain High」             | Ellie Greenwich, フィル・スペクター                                                   | アイク&ティナ・ターナー                                      | 2:40 |
| 17. | 「Forget You」                            | シーロー・グリーン, ピーター・ヘルナンデス, Philip Lawrence, Ari Levine, Brody Brown  | シーロー・グリーン                                           | 2:42 |
| 18. | 「Don't Rain on My Parade」               | Bob Merrill                                                                           | バーブラ・ストライサンド                                     | 2:42 |
| 19. | 「Jessie's Girl」                         | リック・スプリングフィールド                                                          | リック・スプリングフィールド                                 | 1:59 |
| 20. | 「Valerie」                               | Dave McCabe, ザ・ズートンズ                                                           | マーク・ロンソン feat. エイミー・ワインハウス                | 2:06 |
| 21. | 「Loser Like Me」                         | Adam Anders, Peer Åström, Savan Kotecha, Max Martin, Johan Schuster                   | Original composition                                         | 3:45 |
| 22. | 「The Safety Dance」                      | Ivan Doroschuk                                                                        | メン・ウィズアウト・ハッツ                                   | 2:34 |
| 23. | 「Somebody to Love」                      | フレディ・マーキュリー                                                                | クイーン                                                     | 4:14 |

## 各国の公開日
| 国/地域          | 公開日         |
| ---------------- | -------------- |
| アルゼンチン     | 2011年9月29日  |
| オーストラリア   | 2011年8月11日  |
| ボリビア         | 2011年9月22日  |
| ブラジル         | 2011年9月16日  |
| 中央アメリカ     | 2011年9月16日  |
| チリ             | 2011年10月20日 |
| コロンビア       | 2011年9月30日  |
| ドミニカ共和国   | 2011年9月22日  |
| エクアドル       | 2011年9月30日  |
| フランス         | 2011年9月28日  |
| ドイツ           | 2011年9月22日  |
| オランダ         | 2011年9月1日   |
| イタリア         | 2011年9月16日  |
| ジャマイカ       | 2011年8月10日  |
| 日本             | 2011年9月23日  |
| マレーシア       | 2011年8月18日  |
| メキシコ         | 2011年9月16日  |
| ニュージーランド | 2011年8月11日  |
| ペルー           | 2011年9月15日  |
| フィリピン       | 2011年9月21日  |
| プエルトリコ     | 2011年9月22日  |
| シンガポール     | 2011年9月1日   |
| 南アフリカ共和国 | 2011年8月12日  |
| トリニダッド     | 2011年8月10日  |
| アメリカ合衆国   | 2011年8月12日  |
| イギリス         | 2011年8月19日  |
| ウルグアイ       | 2011年10月7日  |
| ヴェネズエラ     | 2011年9月23日  |